# Krushë e Madhe
Krushë e Madhe (czasem pisana jako Krusha e Madhe, alb. Krushë e Madhe, serb. Velika Kruša) – wieś w południowej części Kosowa.
W dniach 24–26 marca 1999 roku z rąk żołnierzy serbskich we wsi zginęło 206 Albańczyków. W 2007 roku przed tutejszą szkołą odsłonięto pomnik upamiętniający ofiary tej masakry.